# Max Funke (Unternehmer)
Max Funke (* 31. Juli 1895 in Weida/Thüringen; † 24. August 1980 in Düsseldorf) war ein deutscher Unternehmer und Erfinder. Insbesondere ist er durch die seinen Namen tragenden Prüfgeräte für Elektronenröhren bekannt, für die er mehrere Patente erhielt.

## Leben
Max Funke war der Sohn eines Bauunternehmers. Er erlernte das Maurer- und Zimmermannshandwerk und begann anschließend ein Architekturstudium. Im Ersten Weltkrieg, aus dem er im Februar 1918 schwer verletzt heimkehrte, kam er in Kontakt mit der noch jungen Funktechnik. 1920 schloss er sein Architekturstudium ab und übernahm zunächst das elterliche Baugeschäft. Im Januar 1933 gründete er in Weida zusammen mit Willy Bittorf ein Rundfunkgeschäft. Dort erkannte Funke den Bedarf an einem einfachen, auch für Laien bedienbare Möglichkeit zur Röhrenprüfung.
Erstmals wurden zur Einstellung der Messgeräte auf die verschiedenen zu prüfenden Elektronenröhren Prüfkarten mit einer Lochkodierung eingesetzt und dieses Verfahren zum Patent angemeldet. Das Unternehmen entwickelte und vertrieb damit eine Reihe von immer wieder verbesserten und erweiterten Röhrenprüfgeräten. Zunächst in kleineren Stückzahlen gefertigt, wurde ab 1936 wurde im Unternehmen „Bittorf & Funke, Spezialfabrik für Röhrenprüfgeräte, Weida“ das Röhrenprüfgerät W10 in größeren Stückzahlen gebaut. Neben der einfachen, für den Einsatz im Rundfunkhandel auf dem Ladentisch gedachten Geräte (W12, W14, W16 und der Einheitsprüfgeräte Radiomechanik und Rundfunkmechanik) wurden nacheinander die Kennliniengeräte W11, W13, W15 und W17 mit frei einstellbaren Steuer- und Schirmgitterspannungen produziert. Weiterhin wurde für die Post ein auf dem W16 basierendes Gerät für den Rundfunkentstördienst mit frei einstellbaren Anoden- und Gitterspannungen und für die deutsche Wehrmacht einige militärische Versionen entwickelt. Die Wehrmachtversion des W16 mit zusätzlichen Fassungen für Wehrmachtsröhren (ab 1939) sowie die speziell für die Wehrmacht produzierten Geräte RPG 4/1, RPG 4/2 und RPG 4/3 mit Fassungen im Gerät und Gerätedeckel für Wehrmachts- und Senderöhren der damaligen Fernmelde- und Funkgeräte. Im Gegensatz zu den zivilen Geräten, die maximal 250 V Anodenprüfspannung bereitstellen konnten, standen im RPG 4/3 bis Kriegsende 500 V Anodenspannung zur Verfügung.
Ab 1942 kam es zu Meinungsverschiedenheiten zwischen Max Funke und Willy Bittorf, die im Januar 1944 zum Ausscheiden Bittorfs führten. Funke firmierte das Unternehmen in „Funkmessgerätebau Max Funke, Weida“ um. Nach Kriegsende wurden im Betrieb aus vorhandenen Materialien weitere Prüfgeräte gebaut und vorhandene repariert und modernisiert. Das RPG 4/3 wurde in reduzierter und modernisierter Form im Holzgehäuse als W18 weitergeführt. Im Juni 1951 wurde Funkes Betrieb enteignet und in einen Volkseigenen Betrieb überführt. Max Funke verließ die DDR und gründete in Adenau in der Eifel mit Unterstützung eines Kommanditisten im Dezember 1951 die „Max Funke Kommanditgesellschaft Spezialfabrik für Röhrenprüfgeräte in Adenau/Eifel“. In kurzer Zeit entstand das neu entwickelte Röhrenprüfgerät W19, das ab 1952 mit großem Erfolg verkauft wurde. Es folgte 1955 das Röhrenmessgerät W20, welches als Laborgerät mit frei einstellbaren Anoden- und Gitterspannungen arbeitete. Der Betrieb produzierte ab 1956 Prüfgeräte in großen Stückzahlen auch für die Bundeswehr. Die BW-Versionen wurden als W19S bezeichnet, waren etwas stabiler ausgeführt und wiesen einige Unterschiede bei den Prüffassungen im Vergleich zur zivilen Version des W19 auf.
Funke stellte in den fünfziger und sechziger Jahren auch Geräte für den Amateurfunkbereich her: Beispielsweise den RX57, den RX60 und den Mikrohet. Der Mikrohet war ein kompakter KW-Doppelsuper.
Etwa nach 1960 war die Produktion rückläufig. Es entstanden einige Neuentwicklungen, darunter eine drahtlose Personenrufanlage, die 1963 auf der Hannover Messe gezeigt wurde. Betriebsinterne Differenzen und der Weggang wichtiger Mitarbeiter verhinderten die Markteinführung neuer Produkte. Max Funke ging im Dezember 1964 in den Ruhestand, der Betrieb wurde weitergeführt.
Zu Beginn des deutschen Farbfernsehens 1967 erschien das W21/II genannte Bildröhrenprüfgerät für Farbbildröhren. Bis 1976 wurden hauptsächlich Reparaturaufträge für die zahlreichen bei der Bundeswehr eingesetzten Röhrenprüfgeräte bearbeitet. Auch erfolgte die Produktion und der Vertrieb neuer Prüfkarten und Prüfadapter für neu eingeführte Röhrentypen zur Aktualisierung vorhandener Geräte. Der Betrieb wurde 1976 stillgelegt, blieb aber bis Mai 1996 im Handelsregister eingetragen. Bis zum Verkauf des Anwesens im Jahre 2003 war der Betrieb noch voll eingerichtet und wurde auch im Telefonbuch von Adenau geführt.
Am 24. August 1980 starb Max Funke. Firmenunterlagen seines Unternehmens befinden sich im Archiv des Deutschen Museums.